# Зорино (Сумская область)

Зорино (укр. Зорине) — село, Свесская поселковая община, Шосткинский район, Сумская область, Украина.
Код КОАТУУ — 5925682503. Население по переписи 2001 года составляло 160 человек.

## Географическое положение
Село Зорино находится на берегу реки Яновка, которая через 2 км впадает в реку Свесса, выше по течению примыкает село Нарбутовка. Рядом проходит железная дорога, станция Холмовка в 2,5 км.

## История
- В 1945 г. Указом Президиума ВС УССР село Хохловка переименовано в Зорянское[2].